# Théo-Léo De Smet
Theofiel Leo De Smet, detto Théo-Léo (Anversa, 9 novembre 1917 – ...), è stato un pallanuotista belga, che ha disputato le Olimpiadi di Londra 1948 e di Helsinki 1952, gareggiando nel torneo di pallanuoto.